# 1693 Hertzsprung
1693 Hertzsprung (1935 LA) là một tiểu hành tinh vành đai chính được phát hiện ngày 5 tháng 5 năm 1935 bởi Van Gent, H. ở Johannesburg (LS).